# Margarethenkirche (Gehrden)

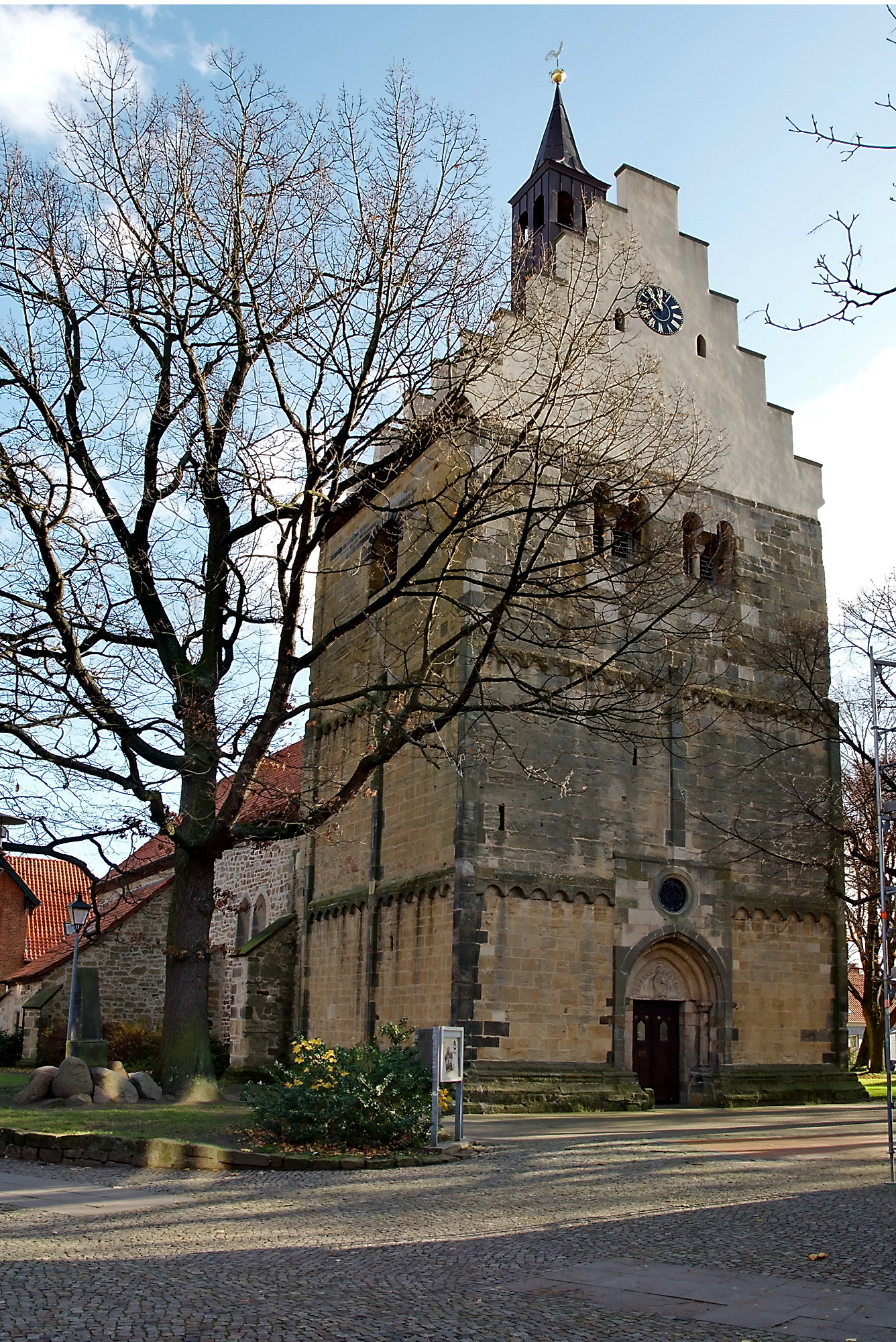
Kirchturm der Margarethenkirche in Gehrden

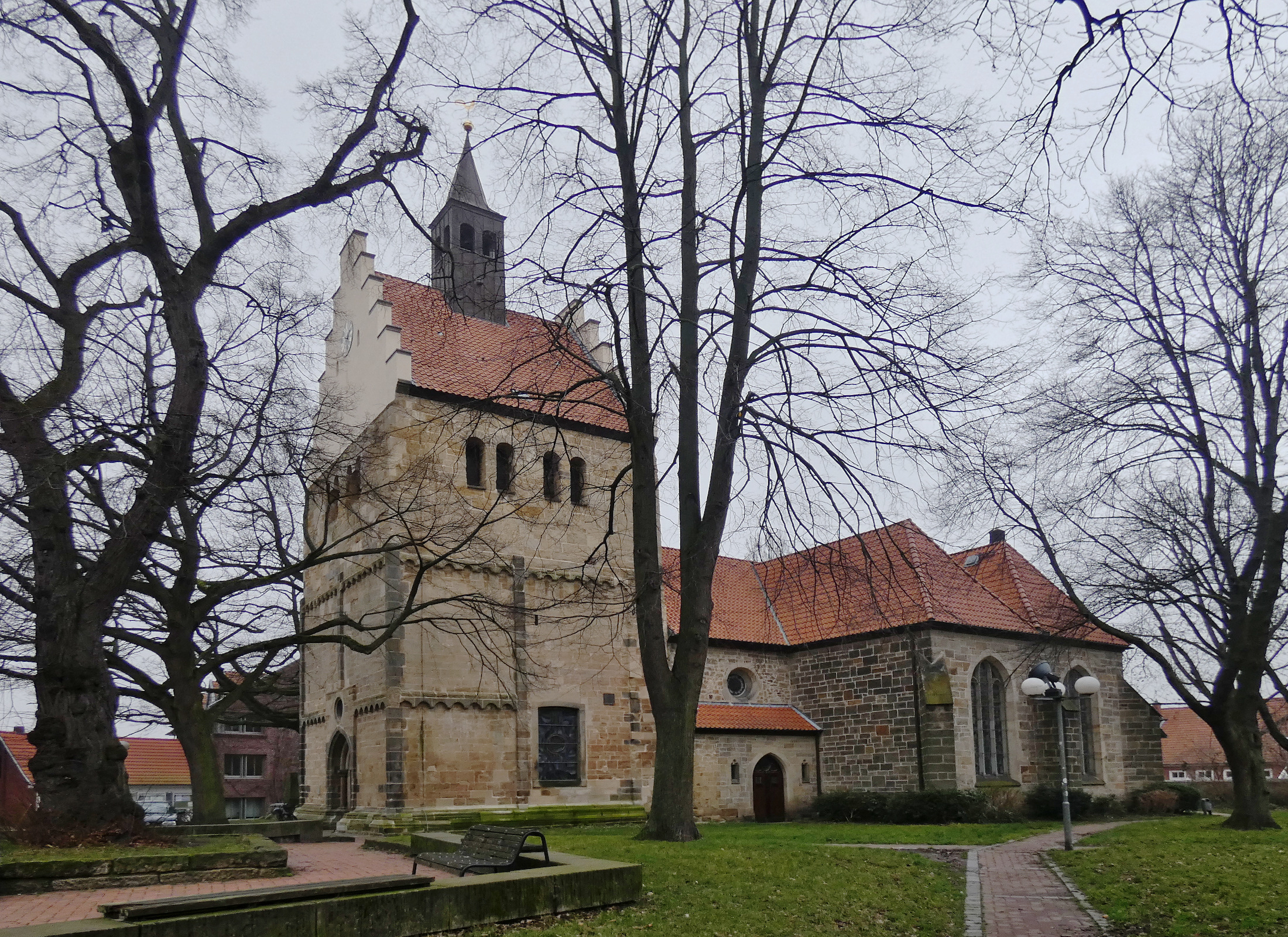
Ansicht vom Kirchhof mit Turm und dem 1909 angebauten Südschiff

Die Margarethenkirche ist die Kirche der evangelisch-lutherischen Gemeinde im Stadtteil Gehrden der Stadt Gehrden in der Region Hannover in Niedersachsen. Die Kirche ist benannt nach Margareta von Antiochia. Ihre Kirchengemeinde gehört zum Kirchenkreis Ronnenberg im Sprengel Hannover der Landeskirche Hannovers.
Die denkmalgeschützte Margarethenkirche ist das älteste erhaltene Gebäude in Gehrden. Mit mehreren gleichfalls denkmalgeschützten umliegenden Bauwerken liegt sie inmitten des alten Siedlungskern des Ortsteils.

## Geschichte
Laut einer alten, später übertünchten Inschrift wurde die Kirche in Gehrden im Jahr 1098 durch den Mindener Bischof Volquin erbaut. Einen Mindener Bischof dieses Namens gab es zu dieser Zeit jedoch nicht. Die älteste urkundliche Erwähnung des Ortes Gehrden stammt aus dem Jahr 1233.
Der Baustil des Turms der Margarethenkirche deutet auf dem Übergang von der Romanik zur Gotik in der ersten Hälfte des 13. Jahrhunderts.

## Beschreibung

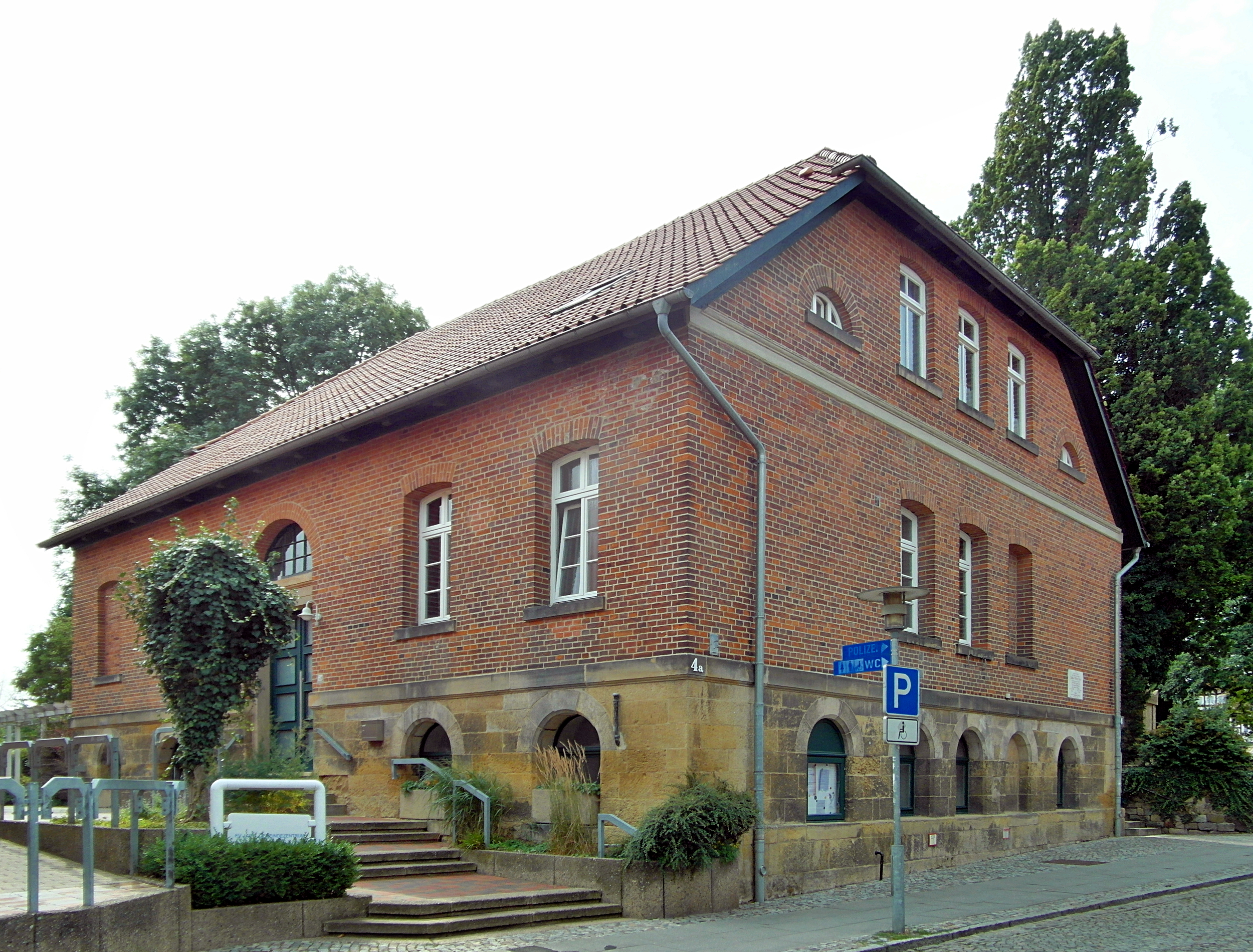
Altes Pfarrhaus

Zu der in der Kirchstraße 2 gelegenen Margarethenkirche gehören das angrenzende Alte Pfarrhaus und das Gemeindezentrum sowie das neue Pfarrhaus in der Alten Straße. Zur Gemeinde gehören auch der Margarethenkindergarten im Großen Neddernholz sowie die Kapellen in Ditterke, Lemmie (Lemmier Kapelle) und Redderse (Kapelle Redderse).
Die geostete Margarethenkirche besteht aus einem Westturm als ältestem erhaltenen Bauteil, dem Kirchenschiff aus dem 15. Jahrhundert und einem 1909 angefügten Seitenschiff an der Südseite.
2023 stellte die Naturhistorische Gesellschaft Hannover (NGH) fest, dass die verwendeten lokalen Fassadensteine des Bauwerks Einschlüsse und Versteinerungen aus der Zeit vor 85 Millionen Jahren aufweisen.

### Turm

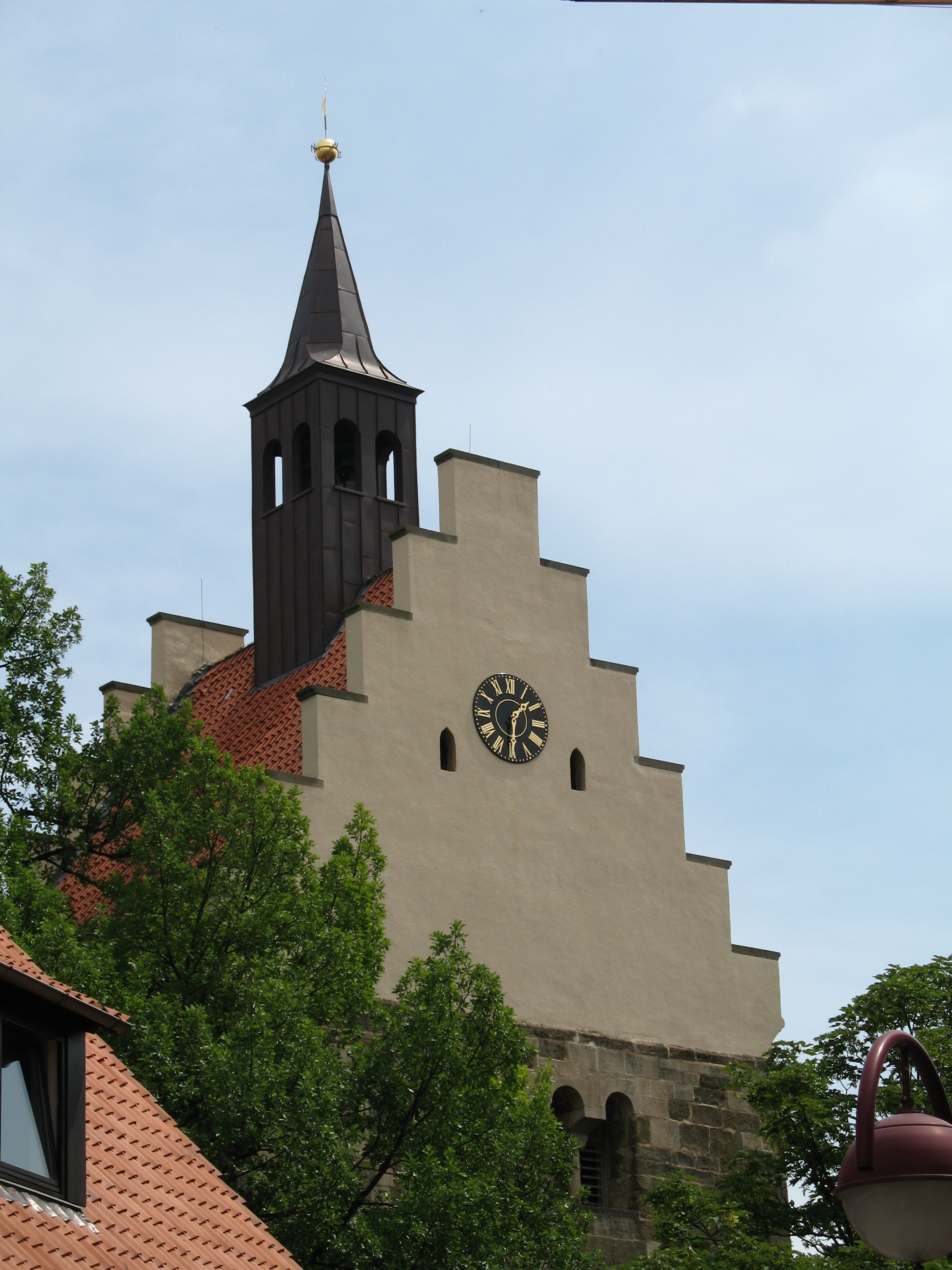
Treppengiebel und Dachreiter

Der aus Quadern von Santonium-Kalkstein gebaute Turm der Margarethenkirche hat eine Höhe von 32,80 Metern.
Er war ein wuchtiger Wehrturm mit kleinen Schlitzfenstern oder Schießscharten. Mit seinen einen Meter dicken Mauern auf einem 1,20 m hohen Bruchsteinsockel diente er dem Schutz der Bevölkerung. Löcher in den Wänden neben der Tür boten die Möglichkeit, sie mit Holzbalken zu verrammeln.
Das spitzbogige Portal an der Westseite enthält zwei romanische Säulen mit Eckblättern. Im mit romanischen Blattwerk umgebenen Tympanon ist Christus dargestellt, der mit der Rechten segnet und in der Linken ein Buch hält. Der segnende Christus, ohne weitere Gestalten um ihn herum, gilt als relativ seltenes Motiv.
An den Portalsäulen und Eckquadern des Turmportals zu sehende Schleifrillen sollen beim Schärfen von Messern und ähnlichem Gerät entstanden sein.
Der Legende nach sind die Rillen die Kratzspuren des Teufels, der einer Seele bis hierher vergeblich nachgejagt war.
Der Turm steht auf einem reich profilierten Sockel, seine beide unteren Geschosse haben Lisenen mit Spitzbogenfriesen.
Das ursprüngliche Walmdach des Turms wurde nach dem Jahr 1467 durch Treppengiebel auf seiner West- und Ostseite ergänzt. Im Unterschied zum ursprünglichen Turm wurde Stein geringerer Qualität verwendet, der deutliche Verwitterungsspuren aufweist. Der markante Treppengiebel im gotisierenden Stil findet sich seit über 500 Jahren im Stadtsiegel sowie heute im Wappen der Stadt Gehrden.
Auf dem Turmdach gibt es seit 1677 einen spitzen Dachreiter. Er musste 1925/26 erneuert werden.
Im Turm führt ein knapp 80 cm breiter überwölbter Gang mit massiver Treppe in der nördlichen Mauer auf das Turmgewölbe. Von dort ging es über Holztreppen hinauf zum Glockengeschoss. Das Glockengeschoss hat nach Westen und Osten je zwei gekuppelte Schallöffnungen.

### Langhaus

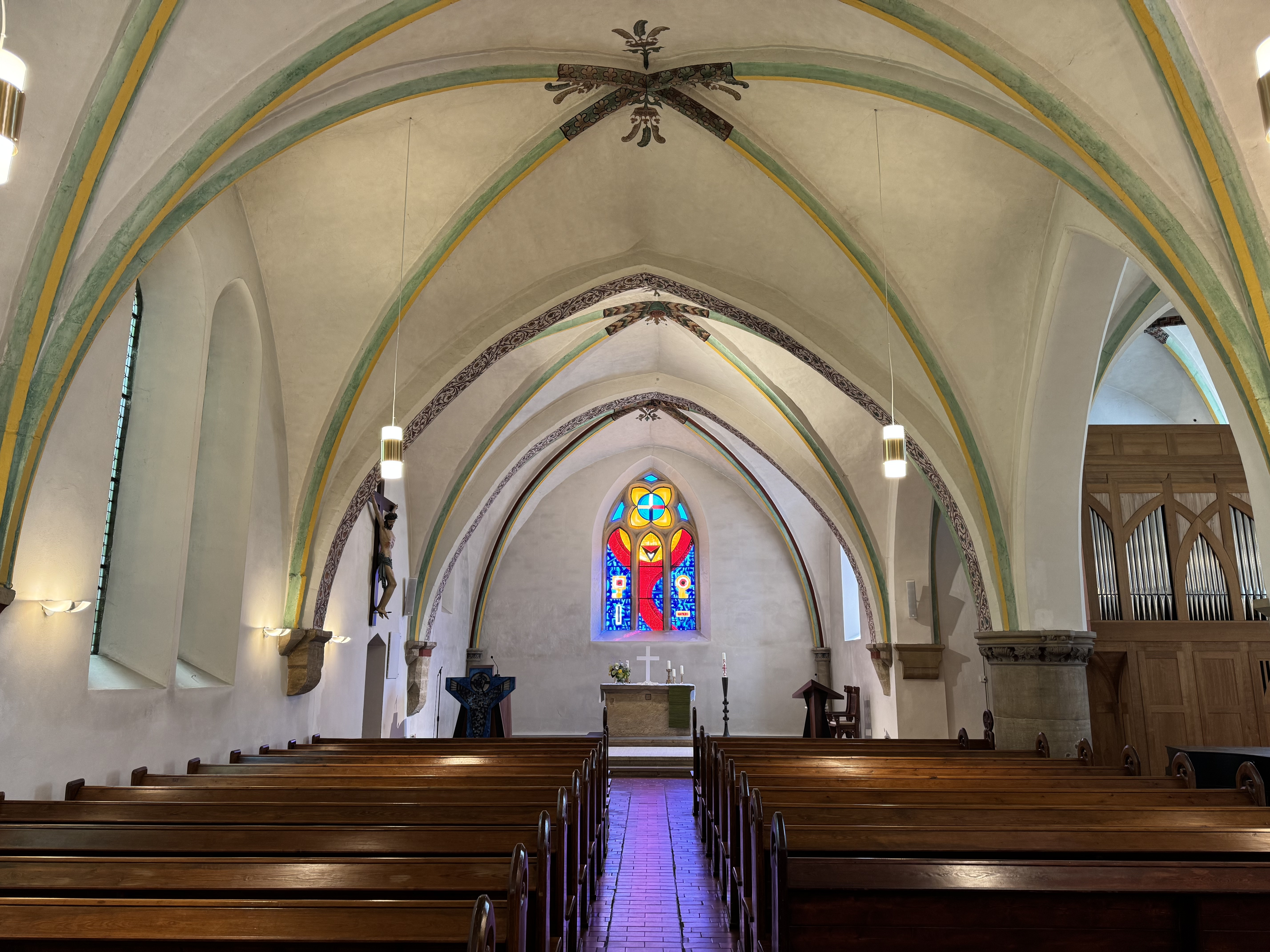
Innenraum (2025)

Als bei einer Fehde zwischen den Welfenherzögen und der Hanse im Jahr 1467 der Ort Gehrden niedergebrannt wurde, wurde das Langhaus der Kirche dabei vermutlich beschädigt. nach anderer Darstellung wurde die Kirche bis auf den Turm zerstört.
Es ist unklar, ob das Kirchenschiff aus der Zeit um das Jahr 1400 stammt oder nach 1467 neu errichtet wurde. Es entstand im gotischen Stil aus Bruchsteinen unter einem Satteldach. Der Innenraum hatte eine Fläche von 21,90 m × 8,76 m.
Er ist mit vier Kreuzgewölben gedeckt, die auf Konsolen oder teilweise zerstörten Wandpfeilern ruhen. Der Raum unter einem der Kreuzgewölbe ist der Chor. Eine an der Nordseite gelegene, um das Jahr 1400 errichtete Kapelle dient inzwischen als Sakristei. Sie hat ein rechteckiges auf Konsolen ruhendes Kreuzgewölbe unter ihrem Pultdach. Die Ostseite der Kirche schließt ein Steingiebel.
Im Jahr 1909 wurde an der Südseite im Stil von Conrad Wilhelm Hase ein Südschiff als querarmähnlicher Anbau ergänzt.

### Kirchhof
Der die Kirche umgebende Kirchhof wird seit 1850 nicht mehr zu Bestattungen genutzt. Mit seinen zum Teil aus dem 16. und 17. Jahrhundert stammenden Grabsteinen steht er wie die Kirche unter Denkmalschutz. Er ist auch der Standort der aus Korallenoolith gesägten Lyra-Bank.

## Ausstattung

### Altar
Der Bildschnitzer Blome aus Hannover soll im Jahr 1655 das große hölzerne Kruzifix der Kirche gefertigt haben, von ihm stammt auch die Kanzel, die in späterer Zeit von der Südseite des Chores über den Altar versetzt wurde.
Der Altar der Margarethenkirche wurde im Wesentlichen im Jahr 1721 gefertigt, die nüchterne hölzerne Altarwand mit der Kanzel in ihrer Mitte kam 1821 hinzu.

### Taufbecken
In der Kirche gibt es ein romanisches Taufbecken aus dem 11. oder 12. Jahrhundert. Zwischenzeitlich, um das Jahr 1900, lag es auf dem Friedhof des Gutes Franzburg. Ein mit Engelsköpfen verzierter Taufstein aus dem Jahr 1661 war im 19. Jahrhundert schon nicht mehr in Gebrauch.

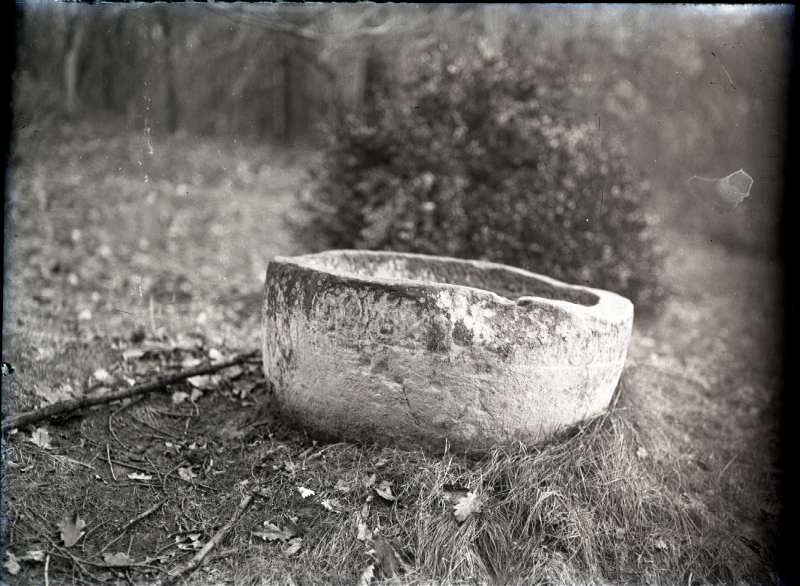
Das romanische Taufbecken auf dem Friedhof um 1900 (Foto: August Kageler)
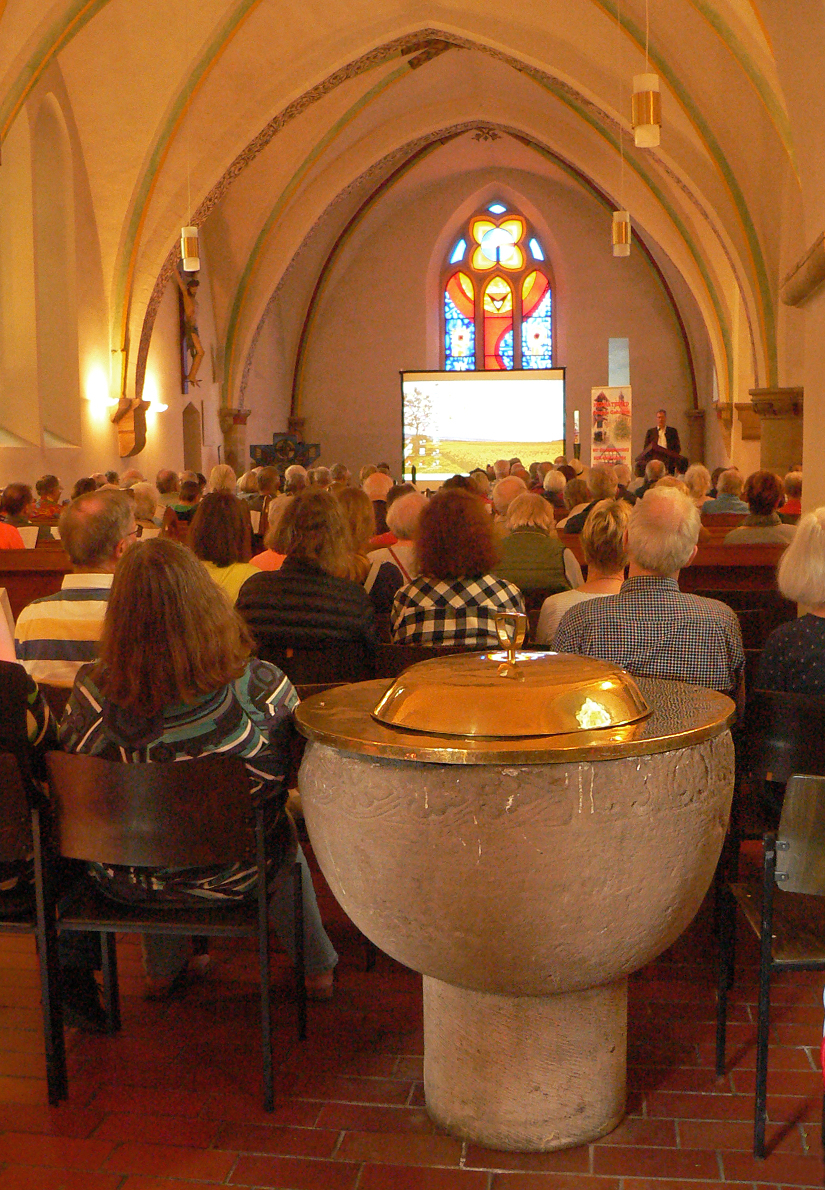
Das Taufbecken in der Kirche, 2024

### Glocken
Insgesamt befinden sich fünf Glocken im Turm, zwei Uhrenglocken und drei Glocken für das Geläut:
Eine der ältesten Glocken in Niedersachsen ist die mit der Jahreszahl 1355 beschriftete Glocke mit 122 cm Durchmesser und dem Schlagton ges,,. Sie bekam zweimal einen Riss, im Jahr 2000 wurde sie repariert und wieder in einem Holzjoch aufgehängt.
Die zweite, im Jahr 1586 von Johan Poeck aus Petershagen gegossene 1300 kg schwere Glocke hat 127 cm Durchmesser und den Schlagton f.
Die dritte oder „kleine Glocke“ der Margarethenkirche barst 1661 und wurde von dem hannoverschen Stück- und Glockengießer Hans Meier neu gegossen.
Im Jahr 1707 barst dieser Guss erneut.
Laut Inschrift goss Thomas Riedeweg in Hannover die Glocke 1712 neu. Die Glocke mit 70 cm Durchmesser musste 1914 zu Kriegszwecken abgeliefert werden. Erst im Jahr 1964 wurde als Ersatz eine von der Glocken- und Kunstgießerei Rincker gegossene 700 kg schwere Glocke mit 104 cm Durchmesser und dem Schlagton as aus Spendengeldern der damaligen Konfirmandenjahrgänge beschafft.

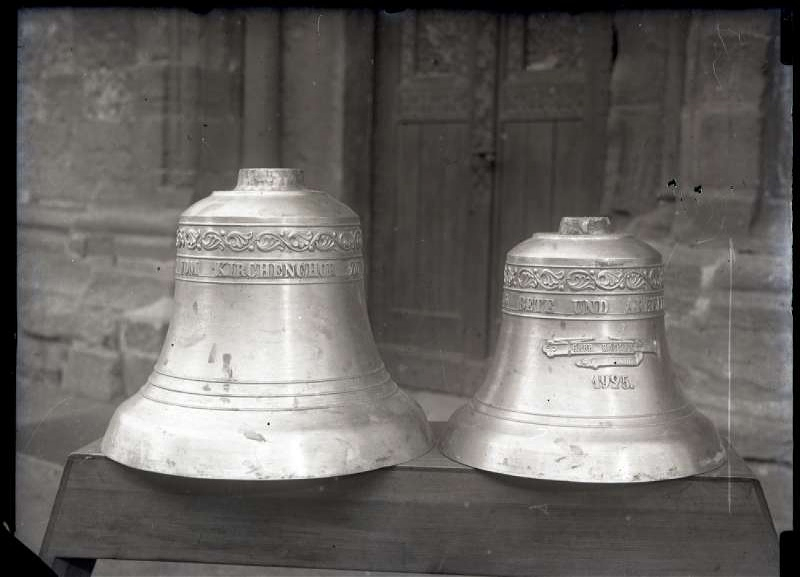
Uhrschlagglocken von 1925

Im Türmchen auf dem Satteldach gibt es zwei im Jahr 1925 von der Radlerschen Glockengießerei gefertigte Uhrschlagglocken mit den Schlagtönen g″ und b″.

### Orgel
Bereits aus dem Jahr 1656 ist der Name eines Organisten der Margarethenkirche überliefert.

#### Orgel von 1703
Am 8. Oktober 1702 gaben die Kirchenvorsteher eine neue Orgel bei Hermann Willenbrock zu Hannover in Auftrag. Für den vereinbarten Preis von 355 Talern sollte zu Pfingsten 1703 ein Instrument mit zwei Klavieren und einem Pedal geliefert werden.
| I Manual          |    |
| Principal         | 4' |
| Gedackt von Holtz | 8' |
| Rohrflöte         | 4' |
| Quinta            | 4' |
| Oktava            | 4' |
| Mixtur            | 3' |
| Trompete          | 8' |

| II Unterwerk |    |
| Quintadena   | 4' |
| Octava       | 2' |
| Super Octava | 1' |
| Regal        | 8' |

| Pedal             |     |
| Gedackt von Holtz | 8'  |
| Trompete          | 8'  |
| Dulcian           | 16' |

Im Jahr 1749 baute der Orgelmacher Joseph Menke die Orgel so um, dass sie mehr in der Kirche und nicht im Wesentlichen auf dem Kirchhof zu hören sein sollte.

#### Orgel von 1851
Im Jahr 1851 gaben die Kirchenvorsteher eine neue Orgel beim Orgelbauer Eduard Meyer zu Hannover in Auftrag. Ende November sollte er ein so beschriebenes Instrument liefern:
| I Erstes Clavier |     |
| Bordun           | 16' |
| Principal        | 8'  |
| Viola da Gamba   | 8'  |
| Gemshorn         | 8'  |
| Octave           | 4'  |
| Octave           | 2'  |
| Mixtur           | 2'  |

| II Nebenwerk   |    |
| Principal      | 8' |
| Gedackt        | 8' |
| Viola da Gamba | 8' |
| Spitzflöte     | 4' |
| Waldflöte      | 2' |

| Pedal        |     |
| Principalbaß | 8'  |
| Subbaß       | 16' |
| Posaune      | 16' |
| Violon       | 8'  |
| Bourdun      | 8'  |
| Octave       | 4'  |

#### Orgel von 1909
Im Jahr 1909 erhielt die Margarethenkirche eine durch die Firma Furtwängler & Hammer in Hannover gebaute neue Orgel:
| I Manual C–f3 |     |
| Bordun        | 16' |
| Principal     | 8'  |
| Gamba         | 8'  |
| Oktave        | 8'  |
| Hohlflöte     | 8'  |
| Dolce         | 8'  |
| Oktave        | 4'  |
| Harmonieflöte | 4'  |
| Mixtur III+IV |     |
| Trompete      | 8'  |

| II Manual C–f3   |     |
| Aeoline          | 8'  |
| Salicional       | 8'  |
| Gedackt          | 8'  |
| Gegenprincipal   | 8'  |
| Liebl. Gedackt   | 16' |
| Zartflöte        | 4'  |
| Fugara           | 4'  |
| Harmonica II+III |     |

| Manual C–d1   |     |
| Subbaß        | 16' |
| Bordun        | 16' |
| Violon        | 16' |
| Principalbass | 8'  |
| Cello         | 8'  |

- Koppeln: II/I, I/P, Oberoktav I, Oberoktav II; Unteroktav II, Grund- und Unteroktav II-I, Grund- und Oberoktav II-I
- Druckknöpfe: Piano

#### Orgel von 1969
Im Jahr 1969 wurde in das Seitenschiff an der Südseite der Margarethenkirche eine durch die Firma Hermann Eule in Bautzen gebaute neue Orgel gestellt:
| I Hauptwerk C–g3 |       |
| Pommer           | 16'   |
| Prinzipal        | 8'    |
| Rohrflöte        | 8'    |
| Oktave           | 4'    |
| Spitzflöte       | 4'    |
| Nasat            | 2 ⁄3' |
| Oktave           | 2'    |
| Mixtur IV        |       |
| Schalmey         | 8'    |

| II Brustwerk C–g3 |       |
| Gedackt           | 8'    |
| Gedacktflöte      | 4'    |
| Schwiegel         | 2'    |
| Quinte            | 1 ⁄3' |
| Oktave            | 1'    |
| Sesquialtera II   |       |
| Zimbel III        |       |
| Krummhorn         | 8'    |
| Tremulant         |       |
| Schweller         |       |

| Pedal C–f1       |     |
| Subbaß           | 16' |
| Prinzipal        | 8'  |
| Gedacktbaß       | 8'  |
| Oktavbaß         | 4'  |
| Rauschpfeife III |     |
| Posaune          | 16' |
| Trompete         | 8'  |
| Clarine          | 4'  |

- Koppeln: II/I, I/P, II/P

#### Heutige Orgel von 2004

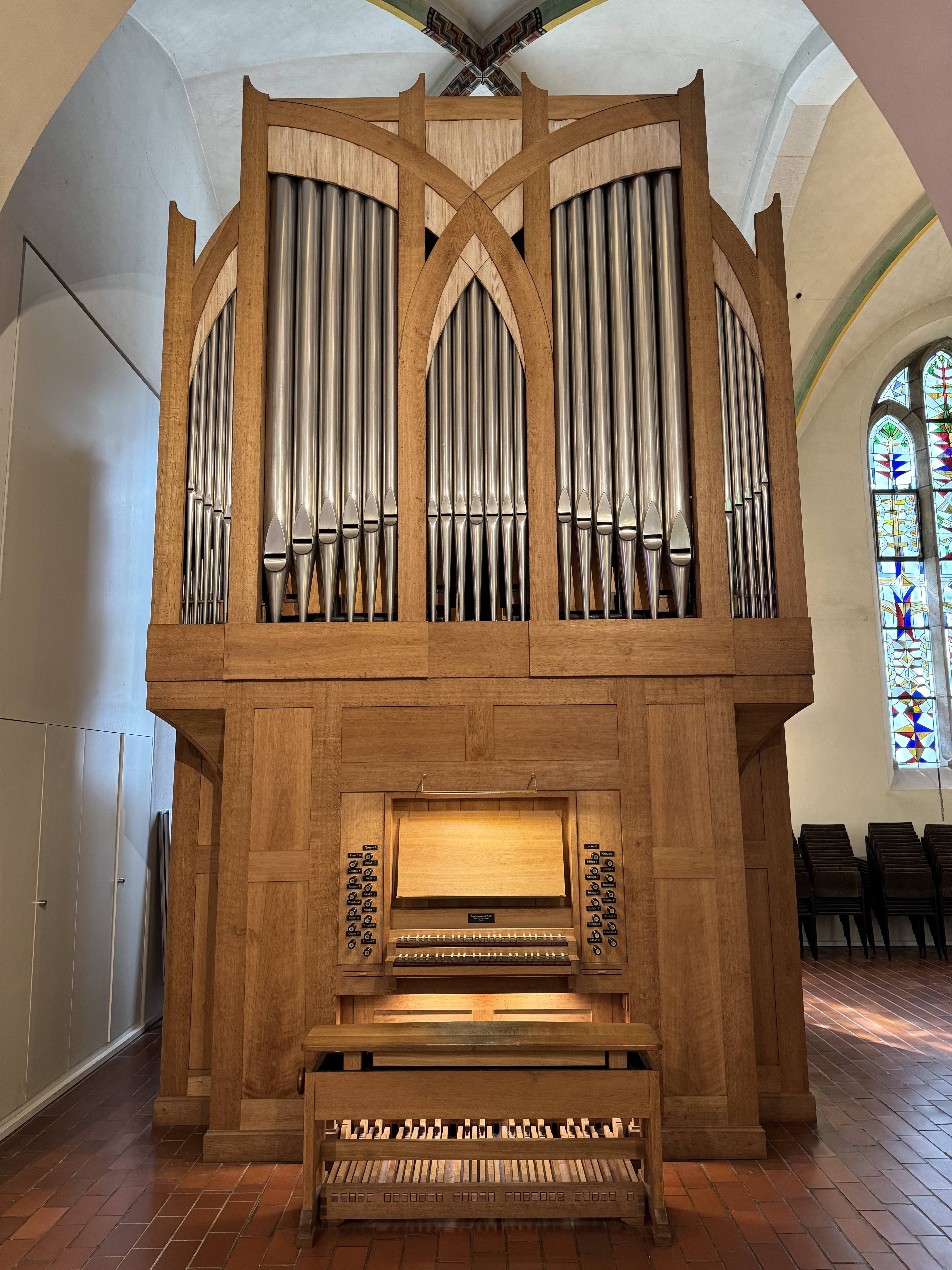
Die Bente-Orgel von 2004 im Südschiff

Die heutige Orgel der Margarethenkirche wurde 2004 von dem Orgelbauer Jörg Bente aus Helsinghausen erbaut. Das Instrument befindet sich im Seitenschiff und hat 24 Register auf zwei Manualen und Pedal. Die Spiel- und Registertrakturen sind mechanisch. Etwa 80 % des Pfeifenmaterials der Vorgängerorgel wurde wiederverwendet und neu intoniert.
Die Disposition lautet: 
| I Hauptwerk C–g3 |        |
| Bordun           | 16'    |
| Prinzipal        | 08'    |
| Rohrflöte        | 08'    |
| Viola da Gamba   | 08'    |
| Oktave           | 04'    |
| Spitzflöte       | 04'    |
| Nasat            | 02 ⁄3' |
| Oktave           | 02'    |
| Mixtur IV        |        |
| Trompete         | 08'    |

| II Nebenwerk C–g3 |    |
| Gedackt           | 8' |
| Prinzipal         | 4' |
| Rohrflöte         | 4' |
| Schwiegel         | 2' |
| Sifflöte          | 1' |
| Sesquialtera II   |    |
| Schalmei          | 8' |

| Pedal C–f1   |     |
| Subbaß       | 16' |
| Prinzipalbaß | 08' |
| Gedacktbaß   | 08' |
| Oktavbaß     | 04' |
| Posaune      | 16' |
| Trompete     | 08' |
| Clarine      | 04' |

- Koppeln: II/I, I/P, II/P (als Fußtritte)
- Spielhilfen:
  - Tremulant für das gesamte Werk,
  - Registerzug »Lux luceat« (zum Einschalten der Notenpultbeleuchtung)
- Stimmung: ungleichschwebend
  - Tonhöhe: a1 = 440 Hz bei 18 °C